# Александер Пуш
Александер Пуш (нім. Alexander Pusch, нар. 15 травня 1955, Таубербішофсгайм, Німеччина) — німецький фехтувальник на шпагах, дворазовий олімпійський чемпіон (1976 та 1984) та дворазовий срібний призер (1976 та 1988) Олімпійських ігор, чотириразовий чемпіон світу.

## Виступи на Олімпіадах
| Олімпіада         | Дисципліна          | Місце |
| ----------------- | ------------------- | ----- |
| Монреаль 1976     | індивідуальна шпага | 1     |
| Монреаль 1976     | командна шпага      | 2     |
| Лос-Анджелес 1984 | індивідуальна шпага | 7     |
| Лос-Анджелес 1984 | командна шпага      | 1     |
| Сеул 1988         | індивідуальна шпага | 9     |
| Сеул 1988         | командна шпага      | 2     |